# أسيتات الأميل
أسيتات الأميل (أسيتات البنتيل) هو مركب عضوي وإستر له الصيغة الكيميائية CH3COO[CH2]4CH3 والوزن الجزيئي 130.19 جم / مول. لها رائحة تشبه الموز والتفاح. المركب هو نتاج تكثيف حمض الأسيتيك و 1-بنتانول. ومع ذلك، غالبًا ما يُشار إلى الإسترات التي تتكون من أيزومرات البنتانول الأخرى(كحول الأميل)، أو مخاليط البنتانول، على أنها أسيتات الأميل.

## الإستخدامات
- يتم استخدامه كعامل منكه، وكمذيب للطلاء والورنيش، وفي تحضير البنسلين.
- هو عنصر غير نشط في الضمادات السائلة.[5]
- يتم استخدامه كوقود في مصباح هيفنر.